# Села ди Корно (Л'Аквила)
Села ди Корно (итал. Sella di Corno) је насеље у Италији у округу Л'Аквила, региону Абруцо.
Према процени из 2011. у насељу је живело 146 становника. Насеље се налази на надморској висини од 1002 м.